# 太鼓の達人 ドンダフルフェスティバル
『太鼓の達人 ドンダフルフェスティバル』はバンダイナムコエンターテインメントより2022年9月22日に発売されたNintendo Switch用ゲームソフト。『太鼓の達人』のコンソール機向けタイトルのひとつ。
2024年11月7日には、PlayStation 5・Xbox Series X/Sおよびパソコン（Windows/Steam）版が発売された。、家庭用シリーズ作品においてSteam版の発売は本作が初めてとなる。

## 開発
本作は太鼓の達人シリーズの幅広いプレイヤー層に対応したフラグシップ作品というコンセプトで開発された。多様なニーズに対応するため、本作では家庭用シリーズ初となるサブスクリプションサービスによる楽曲配信が行われた。
本作を長く楽しんでほしいという想いから、やりこみ要素が強化されている。このうち、プレイの上達が見いだせないプレイヤーに向けては、おすすめ楽曲や苦手な個所を可視化した「上達サポート」が用意された。同様の理由から、オミコシティを舞台としたストーリーも実装された。
一方で、複数人で楽しむためのパーティーゲームも搭載されている。うち「どんちゃんバンド」と「走れ！ニンジャ道場」は、それぞれ協力プレイと対戦プレイで1番になりたいプレイヤーに向けて作られた。
看板キャラクターである和田どんはプレイヤーにとって長年一緒に遊んできた仲間とも受け取れるため、ストーリーにおいては新たな案内役が必要となった。また、多数のモードを収録する都合上、遊び方によって姿を変えられるキャラクターが望ましいことから、「自由に姿を変えられる」「太鼓を背負った雷神を想起させる」という理由から雷雲をモチーフとして採用し、雷神の子ども・くもきゅんが誕生した。
その後、本作をより多くの人に遊んでもらいたいという想いから、PlayStation 5、Xbox Series X|S、パソコン（Windows/Steam）への移植が決まった。これらの機種への移植に際しては、アーケードゲームで稼働している現行機種と同じ120fpsへの対応が目玉となった。家庭用シリーズの総合プロデューサーを務める上田彩乃は、メディアとのインタビューの中で高難易度の楽曲を遊ぶ人からはすごく滑らかになったという声をもらったと話しており、体験版でも評判が良かったと振り返っている。

## モード
演奏モード
1人または2人で遊ぶためのモードであり、｢オミコシティ｣にある｢雷音神社｣で遊べる。
・演奏ゲーム
従来の演奏ゲームで、倍速やドロン、ランダムの他にサポート機能をオプションで設定することも可能。
・上達サポート
楽曲の苦手な区間を選択し、練習する事が可能。譜面の速度の調整も可能。
パーティーゲーム
複数人で遊ぶためのモードであり、「オミコシティ」にある「太鼓ランド」で遊べる。
・ドンカツおもちゃ大戦
おもちゃのデッキを組んで対戦するモードであり、おもちゃの組み合わせによって遊び方が変化する。
・どんちゃんバンド
4人の協力プレイ。それぞれ異なる音色を担当する。
・走れ！ニンジャ道場
4人の対戦プレイ。敵を倒し、一番前に進んだプレイヤーの勝ち。
・ドンドコフィット
好きな曲に合わせて、太鼓を叩きながらフィットネスができるモード。
オンライン
1人用のオンラインで遊ぶためのモードであり、｢オミコシティ｣にある｢ドンドコタウン｣で遊べる。
・オンラインランクマッチ
インターネットに繋いで演奏バトルで競うモード。ランクはCからSまであり、ランクポイント数で変動する。月末にごほうびが貰えるが順位によって貰えるごほうびが違う。
・オンラインルームマッチ
インターネットに繋いで遠くの人と同じ部屋で演奏ゲームやドンカツおもちゃ大戦をプレイ出来る。

## 大会での採用
本作はバンダイナムコエンターテインメントが主催する大会だけでなく、「東京eスポーツフェスタ」「ねんりんピック」をはじめとする様々な大会で採用されており、同社も大会向けのキットを提供している。

## 評価
ライターのfabは、PlayStation 5版について20年前の初代と変わらぬシンプルなゲーム性だからこそ、いつ遊んでも楽しめる作品だと評している。また、同バージョンの目玉である120fps対応について、慣れないうちは「可」判定が多かったが、遊ぶうちに慣れていき、過去のフレームレートには戻れなくなりそうになったと評価している。